# Cúp Liên đoàn bóng đá Hồng Kông
 Cúp Liên đoàn bóng đá Hồng Kông (tiếng Trung: 香港足球總會聯賽盃) là giải đấu bóng đá thường niên dành cho các câu lạc bộ ở giải bóng đá hạng cao nhất của Hồng Kông (hiện tại là Giải bóng đá ngoại hạng Hồng Kông). Giải đấu cúp được khởi động lại từ mùa giải 2014–15 sau khi bị dừng lại ở mùa giải 2012–13.

## Thể thức thi đấu
- Tất cả các đội bóng Giải bóng đá hạng nhất quốc gia Hồng Kông (tính đến mùa giải 2013–14) / Giải bóng đá ngoại hạng Hồng Kông (kể từ mùa giải 2014–15) được chia thành hai bảng (Bảng A & B) ở vòng Một. Mỗi đội thi đấu một lượt với tất cả các đội bóng còn lại. Hai đội xuất sắc nhất mỗi bảng sẽ bước vào vòng bán kết.
- Ở Bán kết, đội nhất Bảng A sẽ đá với đội nhì Bảng B trong khi đội nhất bảng B đá với đội nhì Bảng A.
- Đội thắng ở bán kết sẽ bước vào trận chung kết, thường được tổ chức trên Sân vận động Hồng Kông.

## Chung kết

### Từ khóa
| * | Trận đấu bước vào hiệp phụ                              |
| ^ | Trận đấu bước vào hiệp phụ và bàn thắng vàng            |
| † | Trận đấu được quyết định bằng sút luân lưu sau hiệp phụ |

### Kết quả
| Mùa giải | Vô địch        | Tỉ số  | Á quân        | Địa điểm               | Khán giả |
| -------- | -------------- | ------ | ------------- | ---------------------- | -------- |
| 2000–01  | Happy Valley   | ^2–1 ^ | Sun Hei       | Sân vận động Mong Kok  | 3.078    |
| 2001–02  | South China    | 3–0    | Buler Rangers | Sân vận động Hồng Kông | 3.282    |
| 2002–03  | Sun Hei        | †2–2 † | Happy Valley  | Sân vận động Hồng Kông | 1.093    |
| 2003–04  | Sun Hei        | 4–2    | Happy Valley  | Sân vận động Hồng Kông | 3.284    |
| 2004–05  | Sun Hei        | 1–0    | Happy Valley  | Sân vận động Hồng Kông | 2.468    |
| 2005–06  | Kitchee        | 4–3    | Happy Valley  | Sân vận động Mong Kok  | 1.680    |
| 2006–07  | Kitchee        | 2–1    | Happy Valley  | Sân vận động Mong Kok  | 1.355    |
| 2007–08  | South China    | 4–2    | Kitchee       | Sân vận động Mong Kok  | 4.630    |
| 2008–09  | Convoy Sun Hei | †2–2 † | TSW Pegasus   | Sân vận động Mong Kok  | 2.684    |
| 2010–11  | South China    | 2–1    | TSW Pegasus   | Sân vận động Yuen Long | 3.623    |
| 2011–12  | Kitchee        | 2–1    | TSW Pegasus   | Sân vận động Mong Kok  | 3.957    |
| 2014–15  | Kitchee        | 4–0    | South China   | Sân vận động Mong Kok  | 5.082    |
| 2015–16  | Kitchee        | 3–0    | South China   | Sân vận động Mong Kok  | 4.616    |

## Kết quả theo đội bóng
| Đội bóng     | Vô địch | Á quân | Mùa giải vô địch                            | Mùa giải á quân                             |
| ------------ | ------- | ------ | ------------------------------------------- | ------------------------------------------- |
| Kitchee      | 5       | 1      | 2005–06, 2006–07, 2011–12, 2014–15, 2015–16 | 2007–08                                     |
| Sun Hei      | 4       | 1      | 2002–03, 2003–04, 2004–05, 2008–09          | 2000–01                                     |
| South China  | 3       | 2      | 2000–01, 2007–08, 2010–11                   | 2014–15, 2015–16                            |
| Happy Valley | 1       | 5      | 2000–01                                     | 2002–03, 2003–04, 2004–05, 2005–06, 2006–07 |
| Sun Pegasus  | —       | 3      | —                                           | 2008–09, 2010–11, 2011–12                   |
| Rangers      | —       | 1      | —                                           | 2001–02                                     |